# Notobatrachus
Genre
Notobatrachus est un genre éteint d'anoures de la formation Cañadon Asfalto du Jurassique inférieur (Toarcien), du bassin de Cañadón Asfalto et de la formation La Matilde du Jurassique moyen, du Massif de Deseado de Patagonie, en Argentine.

## Description
Notobatrachus degiustoi est la grenouille jurassique la mieux connue, étant donné qu'elle a été enregistrée dans de nombreux affleurements de la formation La Matilde du massif du Deseado dans le Sud de la Patagonie.
La plupart des spécimens de Notobatrachus degiustoi sont des individus post-métamorphes, d'une longueur museau-évent comprise entre 90 et 150 mm. Le lot CPBA-V-14003 se compose d'éléments crâniens et post-crâniens désarticulés et peut correspondre soit à un têtard à métamorphose tardive, soit à un individu post-métamorphe précoce.

## Liste d'espèces
- † Notobatrachus degiustoi Reig, 1956
- † Notobatrachus reigi Báez & Nicoli, 2008